# Стрелецът
„Стрелецът“ (на английски: The Shootist) е уестърн на режисьора Дон Сийгъл, който излиза на екран през 1976 година, с учасието на Джон Уейн и Лорън Бекол.

## Сюжет
Джон Бърнард Букс е стрелец наближаващ 58-ия си рожден ден. Той разбира, че е болен от рак и му остават два месеца живот. Наема стая при г-жа Бонд Роджърс и сина и Гилъм за да дочака смъртта си. Разбира се самото му присъствие предизвиква събития в града. При него идва шерифът, готов да умре в престрелката. Джон става идол на младия Гилъм. Г-жа Бонд Роджърс първо се отвращава от Джон, а после го съжалява. Съзнавайки, че ще умре мъчително, Джон решава да си отиде с гръм и трясък.

## В ролите
| Актьор          | Роля                        |
| --------------- | --------------------------- |
| Джон Уейн       | Джон Бърнард (Джей Би) Букс |
| Лорън Бекол     | Бонд Роджърс                |
| Рон Хауърд      | Гилъм Роджърс               |
| Джеймс Стюарт   | доктор Хостетлър            |
| Ричард Бун      | Майк Суини                  |
| Хю О’Брайън     | Джек Пулфорд                |
| Хари Морган     | шериф Уолтър Дж. Тибидо     |
| Джон Карадайн   | Бекъм, гробаря              |
| Шири Норт       | Серепта                     |
| Скатман Кродърс | Моузес Браун                |
| Бил Маккини     | Джей Коб                    |